# Сухомаячківська сільська рада
Сухомаячківська сільська рада — колишній орган місцевого самоврядування у Новосанжарському районі Полтавської області з центром у c. Суха Маячка.

## Населені пункти
Сільраді були підпорядковані населені пункти:
- c. Суха Маячка
- с. Лугове
- с. Райдужне